# Филлодоце ерниковая
Филлодо́це е́рниковая (лат. Phyllodóce empetrifórmis) — вид цветковых растений рода Филлодоце (Phyllodoce) семейства Вересковые (Ericaceae). Некоторые источники выделяют его в самостоятельный род Бриантус (Bryanthus), где он именуется соответственно Bryanthus empetriformis A.Gray.

## Ботаническое описание

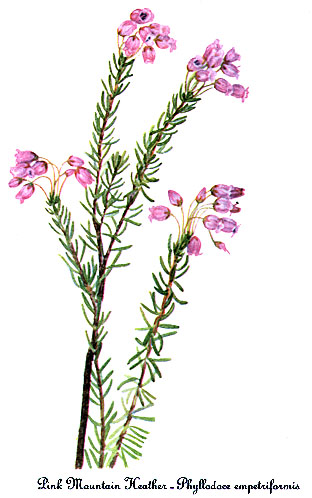
Ботаническая иллюстрация Мэри Во Уолкотт

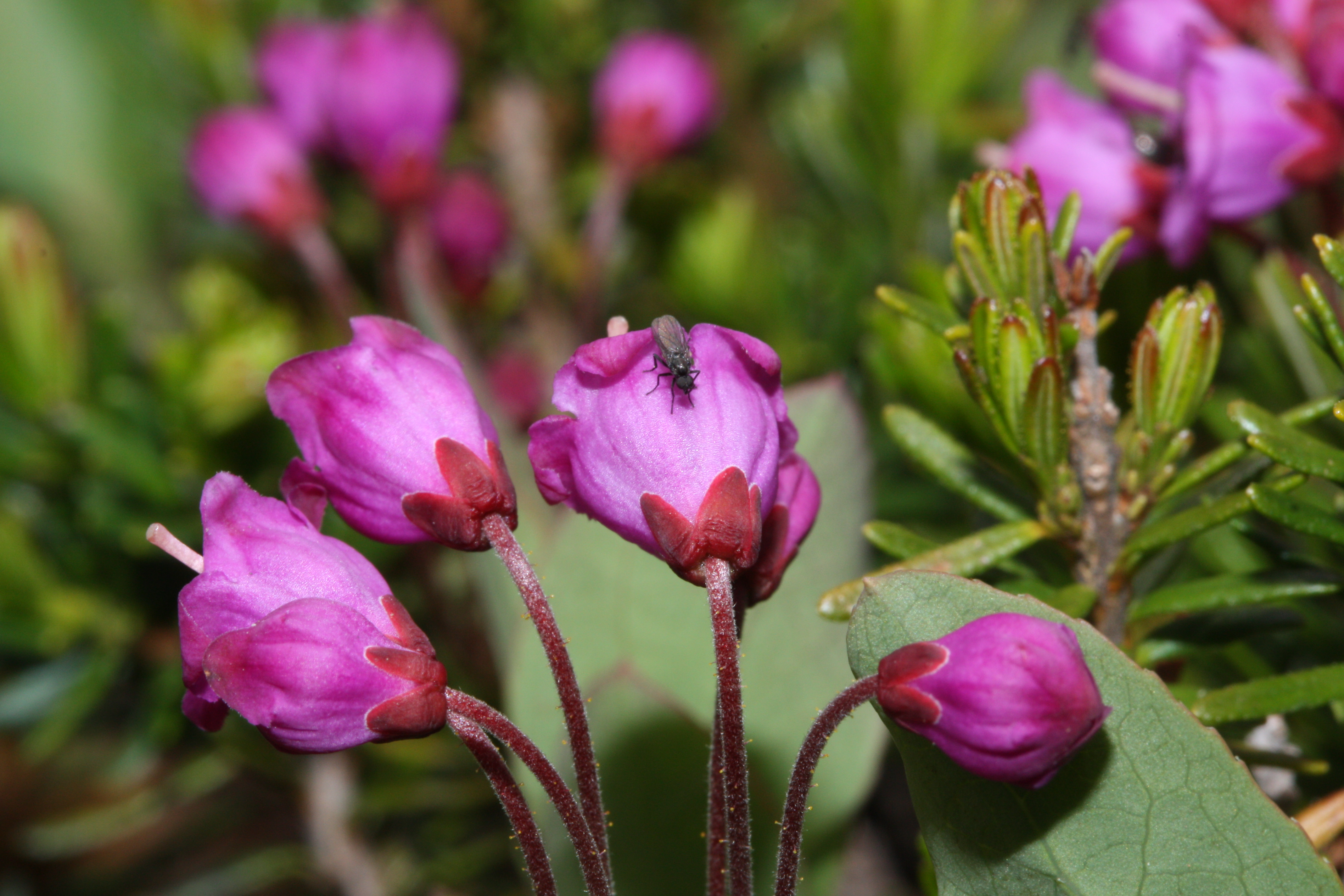
Цветки

Низкий стелющийся вечнозелёный кустарник.
Отличительная черта растения — узкие, почти игловидные листья, напоминающие еловую хвою.
Растение несёт пурпурные и розовые цветки.

## Распространение и местообитание
Произрастает в горных районах на западе Северной Америки (от запада Канады и северо-запада США до американских штатов Орегон и Калифорния).

## Хозяйственное значение и применение
Выращивается как декоративное садовое растение. В культуре с 1830 года. Предпочитает торфянистые почвы. В культуре возможно вегетативное размножение отводками и черенками.

## Синонимика
- Menziesia empetriformis Sm.
- Bryanthus empetriformis A.Gray[3]